# Netrium obesus
Netrium obesus là một loài song tinh tảo trong họ Mesotaeniaceae, thuộc chi Netrium.